# Nováky
Nováky er en by og kommune i distriktet Prievidza i regionen Trenčín i det nordvestlige Slovakiet. Den ligger kun 170 kilometer fra den slovakiske hovedstad Bratislava. Byen har et areal på 19,29 km² og en befolkning på 4.197(2021) indbyggere.

## Eksterne links
- Officiel hjemmeside

- Wikimedia Commons har flere filer relateret til Nováky